# 根德营子乡
根德营子乡，是中华人民共和国辽宁省朝阳市朝阳县下辖的一个乡镇级行政单位。

## 行政区划
根德营子乡下辖以下地区：
根德营子村、麒麟宝村、黄木营子村、王家村、曹家杖子村、老道沟村、平房村、元宝营子村、邸三家子村和傅家村。